# Marie Spieler
Marie Spieler (* 14. Januar 1845 in Breslau; † 28. Dezember 1913 ebenda) war eine deutsche Malerin.

## Leben
Spieler wuchs mit einer jüngeren Schwester in Breslau auf dem Werder auf, wo ihr Vater Beamter war. Nach der Schulzeit legte sie zunächst die Lehrerinnenprüfung am evangelischen Seminar in Münsterberg ab, unterrichtete eine Zeitlang privat und wandte sich dann der Malerei zu. Die Grundlagen erhielt sie bei Albrecht Bräuer, Lehrer an der Königlichen Kunst- und Gewerbeschule. 1872 setzte sie ihr Studium bei Antonie Volkmar in Berlin fort und war von 1873 bis 1874 Privatschülerin von Eduard von Gebhardt in Düsseldorf. In ihrem Gemälde „Die Kartenlegerin“ ist die thematische und stilistische Auffassung der Düsseldorfer Malerschule besonders deutlich. 1874 ging sie nach München, 1880 nach Paris, wo sie im Louvre kopierte. Anschließend ließ sie sich als freie Malerin in Breslau nieder. Zahlreiche Studien entstanden u. a. in Danzig und Königsberg, auf der Halbinsel Hel, in Lübeck, Quedlinburg, Hildesheim, Rothenburg ob der Tauber, Münster und Nürnberg. Außerdem reiste sie in Europa, unter anderem nach England (1893, 1907, 1909) und Schottland, Belgien und die Niederlande, ins Engadin und wiederholt nach Tirol, nach Dalmatien (Herzegowina und Bosnien, 1912) und häufig nach Italien (1883, 1889, 1899, 1902, 1906, 1911), zuletzt im Herbst 1913, von wo sie erkrankt zurückkam. Ihre „Reisebilder aus der Herzegowina und Bosnien“ und „Brügge“ erschienen im Sommer 1913. Einige ihrer Ölbilder wurden durch den Verlag Hanfstängl in München vervielfältigt und erschienen als Holzstich-Illustrationen in populären Magazinen der Zeit. In ihrem Atelier in Breslau unterrichtete sie Privatschülerinnen und öffnete es gelegentlich dem interessierten Publikum. Vom 2. bis 10. März 1914 konnte das Atelier letztmals anlässlich einer Nachlassausstellung besucht werden.
1902 war sie mit Gertrud Staats (Vorsitzende), der Porträtmalerin Anna von Gritschker-Kunzendorf (Schriftführerin), Dora Seemann (1858–1923), Elise Nees von Eßenbeck (1842–1921) und anderen Mitbegründerin der „Vereinigung Schlesischer Künstlerinnen zur Wahrung der Standesinteressen und behufs Veranstaltung gemeinschaftlicher Ausstellungen“. Sie übernahm das Amt der Kassiererin. Sie war wirkliches einheimisches Mitglied der Schlesischen Gesellschaft für vaterländische Cultur.

## Werke
- „Selbstbildnis“ 1876: Berlin, Nationalgalerie; Abbildung: Lexikon der Düsseldorfer Malerschule III, S. 310
- „Porträt der Kinder des Herrn S.“, 1883
- „Hero“, 1883: Königswinter-Heisterbacherrott, Haus Schlesien
- „In einer schlesischen Dorfskirche“, (1889)[8]
- Breslau, Muzeum Narodowe: „Przejście Garncarskie“, (Der Topfkram), 1879, Öl/Lwd., 35 × 27 cm: MNWr VIII – 531; „Izba cechu rzeźników“ (Stube der Metzgergilde), 1880, Öl/Lwd., 40 × 48,5 cm, MNWr VIII – 535; „Mój widok“ / (Blick aus dem Atelierfenster), 1907, Öl/Lwd., 50 × 35,5 cm, MNWr VIII – 490.
- Warschau, Muzeum Narodowe: 10 aquarellierte Landschaften und Architekturansichten, darunter: „Ulica w Sterzing (Ulica w Vipiteno z widokiem Torre delle Dodici)“ (Straße in Sterzing mit Ansicht des Zwölferturms), Aquarell, 30 × 23 cm, MNW Rys.Nm.XIX 1068; „Plaża w Neuhäuser“ (Strand in Neuhäuser in Ostpreußen), Aquarell, 17,3 × 25,2 cm, MNW Rys.Nm.XIX 1070; „Wiosna w śląskich górach“ (Frühling in den schlesischen Bergen), Aquarell, 17 × 25,7 cm, MNW Rys.Nm.XIX 1071; „Widok ze Szklarskiej Poręby“ (Ansicht von Schreiberhau), Aquarell, 18,1 × 27 cm, MNW Rys.Nm.XIX 1072; „Kanał w Wenecji“ (Kanal in Venedig), um 1883–1913, Aquarell, 16 × 20,5 cm, MNW Rys.Nm.XIX 1073; „Olevano“, um 1883–1913, Aquarell, 12 × 17,7 cm, MNW Rys.Nm.XIX 1076; „Wąwóz rzeki Sagittario w Abruzji“ (Schlucht des Flusses Sagittario in den Abruzzen), Aquarell, 23,2 × 31,4 cm, MNW Rys.Nm.XIX 1087.

In das Schlesische Museum der Bildenden Künste Breslau gelangten die Gemälde: „Bildnis der Mutter“, 1880; „Im Klosterhof der Eremiti zu Palermo“; „Die Wäscherinnen in Scanno“ und ein „Selbstbildnis“, die allesamt als Kriegsverluste gelten.

## Ausstellungen (Auswahl)
- Breslauer Kunst-Ausstellung 1871. Veranstaltet von dem Schlesischen Kunst-Verein in den Sälen der Schlesischen vaterländischen Gesellschaft (Blücherplatz im Börsengebäude) eröffnet am 28. Mai. Breslau [1871]: 479. „Ein Fruchtstück“ (50 Thlr.), Nr. 480. „Portrait; Brustbild“. (Katalog).
- Breslauer Kunst-Ausstellung 1873. Veranstaltet von dem Schlesischen Kunst-Verein in den Sälen der Schlesischen vaterländischen Gesellschaft (Blücherplatz im Börsengebäude), eröffnet am 29. Mai. Breslau [1873]: Nr. 485. „Zwei Genrebilder“; Nr. 486. „Ein Studienkopf“. (Katalog).
- Kunstausstellung Elbing im Saal der Bürger-Ressource, 1879: „Studienkopf“.[9]
- Akademische Kunstausstellung Berlin 1880: Nr. 652: „Porträt“; Nr. 653: „Wirtstöchterlein“; Nr. 654: „Altdeutscher Gelehrter“. (Katalog).
- Dresden, akademische Kunstausstellung 1883, Nr. 344: „Im Atelier“, Genrebild: 600.- M.
- Akademische Kunstausstellung Berlin 1884: „Damenporträt“.[10]
- Akademische Kunstausstellung Berlin 1887: Nr. 842: „Damenporträt“, Nr. 843: „Erwartung“. (Katalog).
- Dritte Ausstellung des Posener Kunstvereins, vom 17. September bis zum 9. October 1887, in der Städtischen Turnhalle am Grünen Platz, Nr. 494. „Capelle im Buchenwald bei Trebnitz (vor dem Umbau)“, M. 550; Nr. 495: „Männlicher Studienkopf“, M. 100; Nr. 496: „Frühlingsblumen“, M. 150. (Katalog, online).
- Internationale Ausstellung für Musik und Theaterwesen, Wien 1892: Nr. 363. „(Zu Goethe's Faust.) Gretchen und Martha“, Oelgemälde.[11]